# Porta de Istar

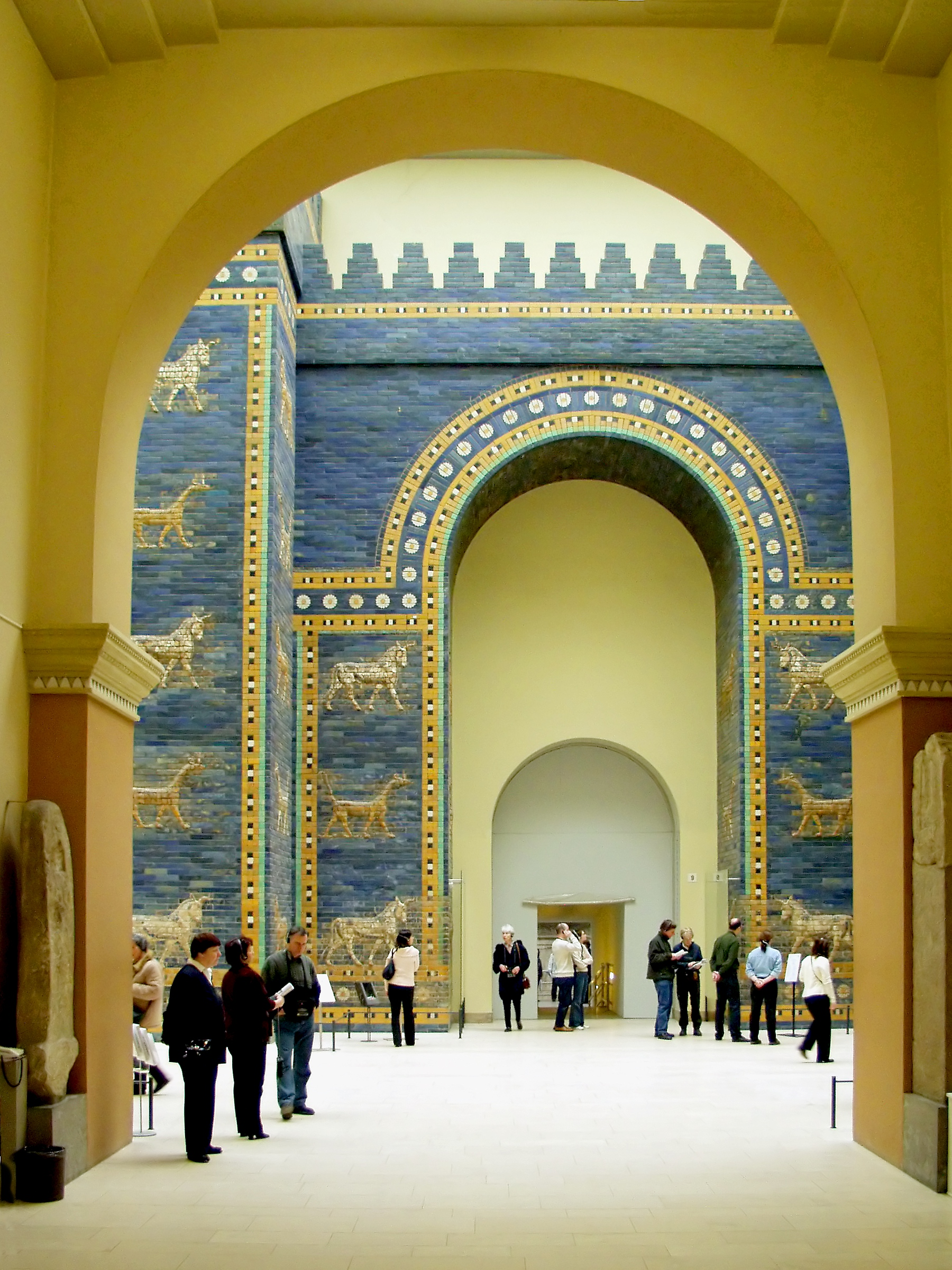
A Porta de Istar no Museu de Pérgamo em Berlim, Alemanha

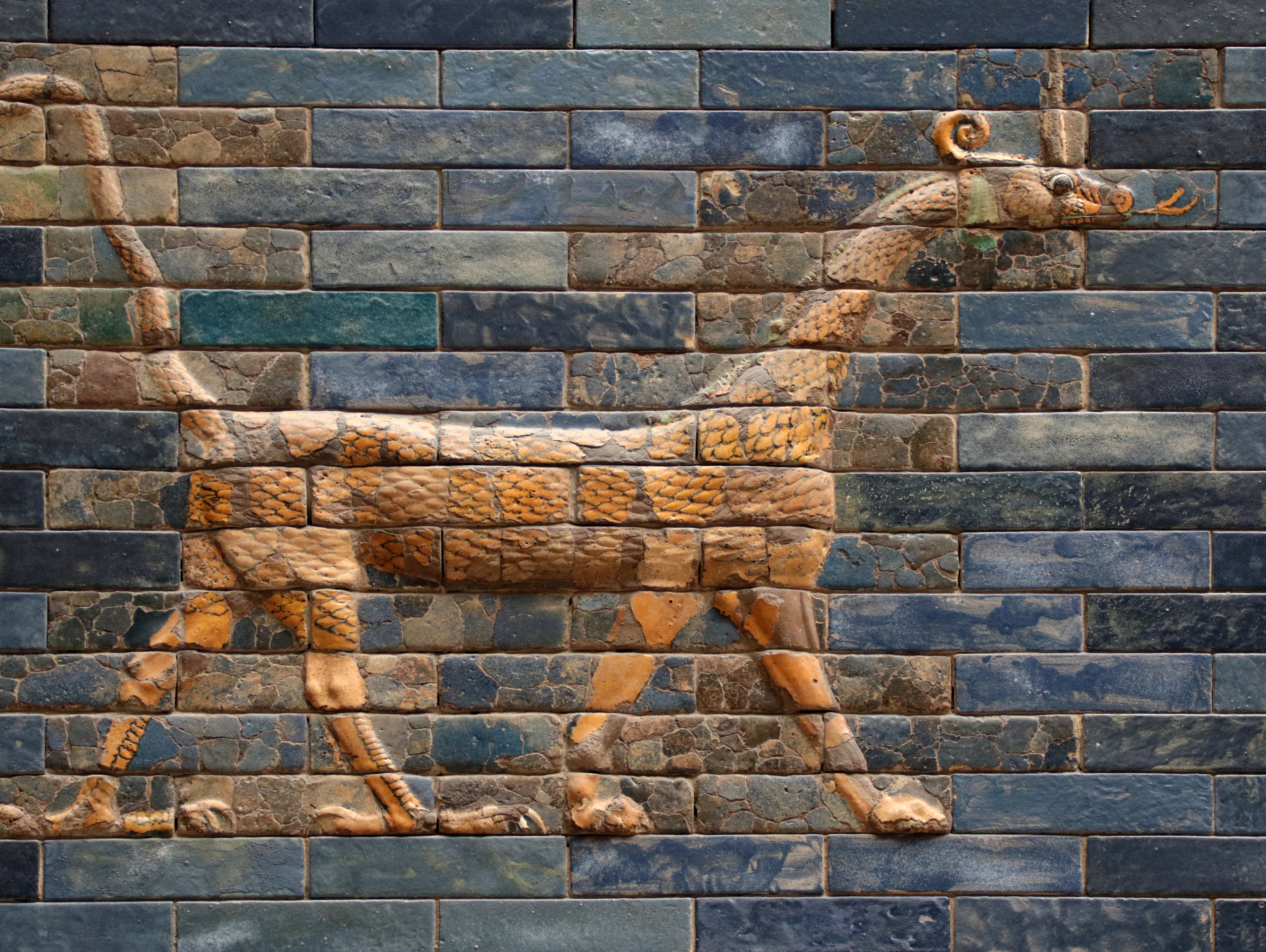
O dragão Mušḫuššu, sagrado para o deus Marduk

A Porta de Istar foi a oitava porta da cidade mesopotâmica da Babilônia. Foi construída por volta de 575 a.C. por ordem do rei Nabucodonosor II no lado norte da cidade.
Dedicado à deusa acádia Istar, a porta foi construída em fileiras de azulejos azuis brilhantes mesclados com faixas de baixo-relevo ilustrando dragões e auroques.
O teto e as portas foram feitos em cedro, de acordo com a placa dedicatória. Através do portal corria o caminho procissional lineado por paredes cobertas por leões em tijolos envidraçados (aproximadamente 120 deles).
Estátuas de divindades eram conduzidas através do portal durante as procissões uma vez por ano durante a celebração do Ano Novo.
Originalmente o portal foi considerado uma das Sete Maravilhas do Mundo Antigo, sendo substituído pelo Farol de Alexandria algumas centenas de anos mais tarde.
A reconstrução da Porta de Istar e da via procissional foi feita no Museu do Antigo Oriente Próximo, uma seção do Museu de Pérgamo em Berlim, utilizando o material escavado por Robert Koldewey, tendo sido finalizada em 1930. Inclui também a placa de inscrição. Possui uma altura de 14 metros e extensão de 30 metros. A escavação se deu entre 1902-1914, durante esse tempo foram descobertos 15 metros até a fundação do portal. Antes da Guerra do Iraque, o governo requisitou a devolução de parte dos utensílios, o que foi negado.
Partes do portal e leões da via processional se encontram espalhados por diversos museus ao redor do mundo. Apenas dois museus adquiriram dragões enquanto leões estão em alguns poucos museus. O Museu Arqueológico de Istambul possui leões, dragões e bois. O Instituto de Arte de Detroit abriga um dragão; o Museu do Louvre, o Museu de Arqueologia e Antropologia da Universidade da Pensilvânia em Filadélfia, o Museu Metropolitano de Arte em Nova Iorque, o Instituto Oriental em Chicago, o Rhode Island School of Design Museum, o Museu Röhsska em Gotemburgo, Suécia, e o Museu de Belas Artes em Boston possuem cada um, leões.
A reprodução da Porta de Istar foi construída no Iraque como entrada de um museu, mas nunca foi concluída.